# Karangjambu (Balapulang)
Karangjambu is een bestuurslaag in het regentschap Tegal van de provincie Midden-Java, Indonesië. Karangjambu telt 4601 inwoners (volkstelling 2010).